# Trest smrti v Ománu
Trest smrti v Ománu je legální formou trestu. Podle ománského práva může být nejvyšší trest udělen za vraždu, obchod s drogami, žhářství, pirátství, terorismus, únos, za recidivu závažných trestných činů, za které lze běžně uložit trest odnětí svobody na doživotí, za vedení ozbrojené skupiny podílející se na šíření nepokojů (včetně sabotáže, rabování a zabíjení), za špionáž, vlastizradu a za křivé svědectví vedoucí k popravě nevinného. V letech 2007, 2008, 2010, 2012, 2014, 2016, 2018 a 2020 hlasoval Omán proti moratoriu OSN na trest smrti. 